# Northampton (Australië)
Northampton is een plaats in de regio Mid West in West-Australië. Het ligt langs de North West Coastal Highway, 480 kilometer ten noordwesten van Perth, 427 kilometer ten zuiden van Carnarvon en 51 kilometer ten noorden van Geraldton. In 2021 telde Northampton 830 inwoners, tegenover 1.043 in 2006.

## Geschiedenis
De oorspronkelijke bewoners van de streek waren de Nanda, een dialectgroep van de Yamatji aboriginestaalgroep. De aboriginesnaam voor Northampton is Mooniemia.
In 1839 overleefde George Grey en zijn expeditieleden een schipbreuk in de omgeving van het latere Kalbarri. Ze stapten meer dan 500 kilometer naar Perth en merkten dat de streek waar ze doorheen trokken voor kolonisatie geschikt was. De gebroeders Augustus Charles en Francis Thomas Gregory ondernamen in 1846 een eerste verkenningstocht naar de regio. Ze vonden goede weidegrond en een kolenader langs de rivier Irwin. Tijdens een tweede verkenningstocht in 1848 troffen ze lood aan langs de rivier Murchison. De overheid besliste daarop de streek voor kolonisatie open te stellen.
In 1864 werd 979 ton koper en 280 ton lood gedolven. De uitvoerwaarde van de mijnproductie in de streek was de op twee na hoogste van de kolonie. Enkel wol en sandelhout waren belangrijker op de handelsbalans. 1864 is ook het jaar dat Northampton gesticht werd. Het heette oorspronkelijk The Mines. Het werd hernoemd naar Northhampton, een dorp in Engeland, om de gouverneur uit de tijd van de stichting, Dr. J.S. Hampton, te eren.
In 1874 werd gestart met de aanleg van de spoorweg tussen Geraldton en Northampton. Het was de eerste niet private spoorweg in West-Australië. De spoorweg werd geopend in 1879. De belangrijkste reden voor de aanleg van de spoorweg was om lood en koper van de Northampton Mineral Field naar de haven van Geraldton te vervoeren in plaats van per kar naar Port Gregory. De spoorweg werd tot Ajana verlengd in 1913. In de jaren 1950 bestudeerde de Western Australian Government Railways de rendabiliteit van haar spoorwegnetwerk. De laatste trein op de lijn Geraldton-Northampton-Ajana reed op 29 april 1957. De spoorweg werd in 1962 uitgebroken.
In 1876 werd het eerste officiële postkantoor van Northampton geopend in een gebouw uit 1866. In 1912 werd een nieuw postkantoor gebouwd. Vanaf 1869 werden twee politieagenten en een aboriginesspoorzoeker aan de Gwalla-mijn gestationeerd. In 1884 werd een politiekantoor in Northampton gebouwd en werden de politieagenten daarheen verhuisd. Het politiekantoor bood ook onderdak aan een gevangeniscel en een gerechtszaal. Het gebouw werd in 1972 voor een centraler gelegen gebouw geruild.
Op 10 februari 1887 werd het Northampton Road District opgericht. Het gebouw voor de Road Board werd in 1898 rechtgezet. In 1961 werd het Northampton Road District hernoemd tot de Shire of Northampton.
In 1954 opende de overheid een loodfabriek in Northampton. De fabriek zou dertig jaar in bedrijf blijven. De fabriek werd pas in 2010 afgebroken. Het loodafval heeft zich over het dorp verspreid. In 2013 werd onderzocht hoe vervuild het dorp was.
Northampton werd in 1993 door de National Trust geclassificeerd als historisch dorp.
In april 2021 werd Northampton zwaar getroffen door een restant van de tropische cycloon Seroja.

## Toerisme
Het Northampton Visitors Centre huist in het politiekantoor uit 1884. Men vindt er onder meer informatie over:
- de Hampton Road Heritage Walk, een wandelroute, die van start gaat aan het Visitors Centre, langs het erfgoed van Northampton.
- het Chiverton House Museum, een streekmuseum gehuisvest in de voormalige woning van de manager van de Geraldine Mine, gebouwd tussen 1867 en 1874.
- de Church of St Mary in Ara Coeli, gebouwd door priester-architect John Hawes.
- het Convent of the Sacred Heart-kloostergebouw, eveneens door John Hawes ontworpen.
- het Mary Street Railway Precinct, bestaande uit de laatste restanten van de eerste door de overheid gebouwde spoorweg in West-Australië. Men kan er het oude spoorwegstation, een spoorwegplatform en rollend materieel bekijken.
- het kerkhof en de ruïnes van de Gwalla Church, gebouwd door de ex-gevangene Joseph Lucas Horrocks. De eerste eredienst werd er gehouden op 4 oktober 1864.
- de aboriginesrotskunst die men langs de Bowes River Road aantreft.
- de Principality of Hutt River, ten noorden van Northampton gelegen.
- Horrocks Beach, een 7 kilometer lange kuststrook op 20 kilometer van Northampton.
- het historische havenplaatsje Port Gregory, 50 kilometer ten noordwesten van Northampton gelegen.

## Transport
Northampton ligt langs de North West Coastal Highway. De busdiensten van Integrity Coach Lines doen het Northampton Visitors Centre 3 dagen per week aan. De N1 en N2 busdiensten van Transwa stoppen respectievelijk 5 dagen en 4 dagen in de week aan de Lions Bus Shelter.
Er ligt een vliegveld net ten oosten van Northampton: Northampton Airport (ICAO: YNHP).

## Klimaat
Northampton kent een warm mediterraan klimaat, Csa volgens de klimaatclassificatie van Köppen. De gemiddelde jaarlijkse temperatuur ligt rond 19,5 °C. De gemiddelde jaarlijkse neerslag bedraagt ongeveer 475 mm.

## Galerij

Nothampton
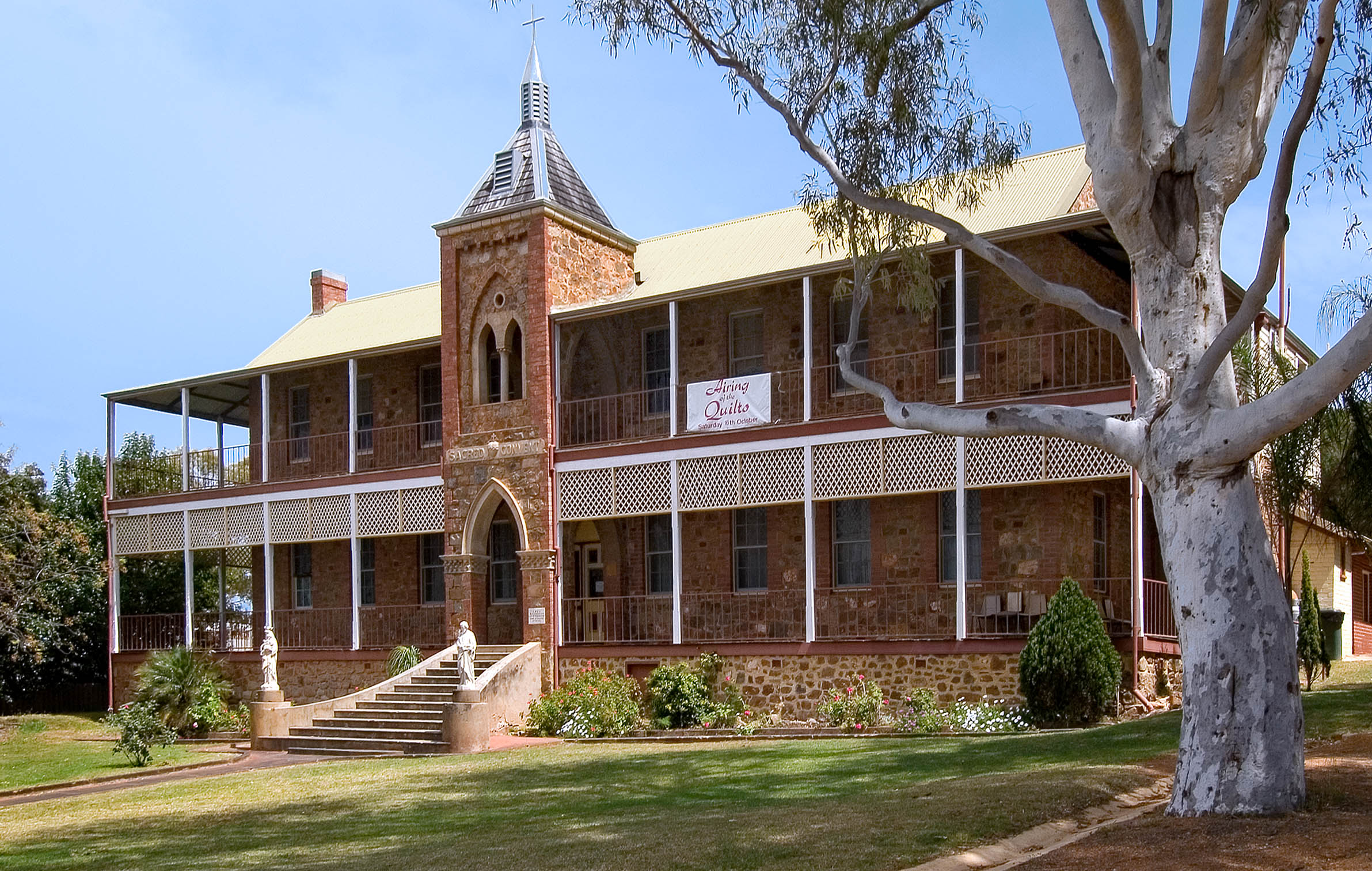
Convent of the Sacred Heart
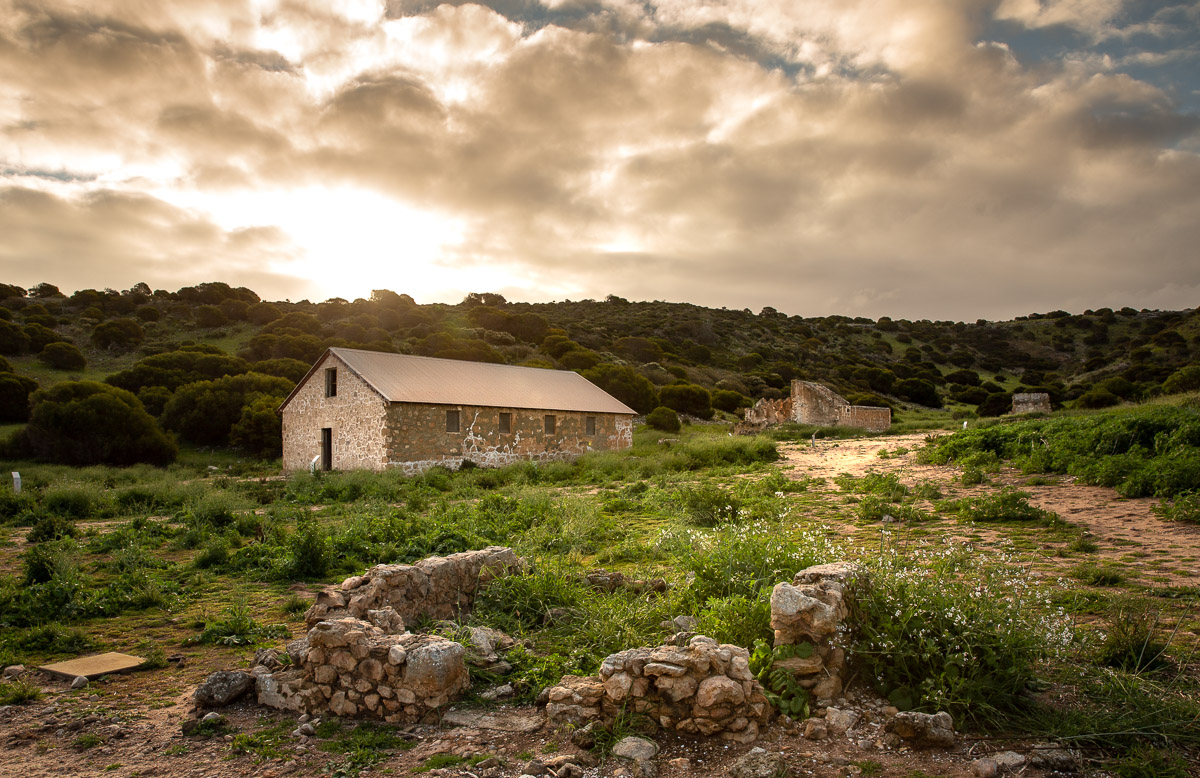
Ruïnes gevangenendepot nabij Port Gregory
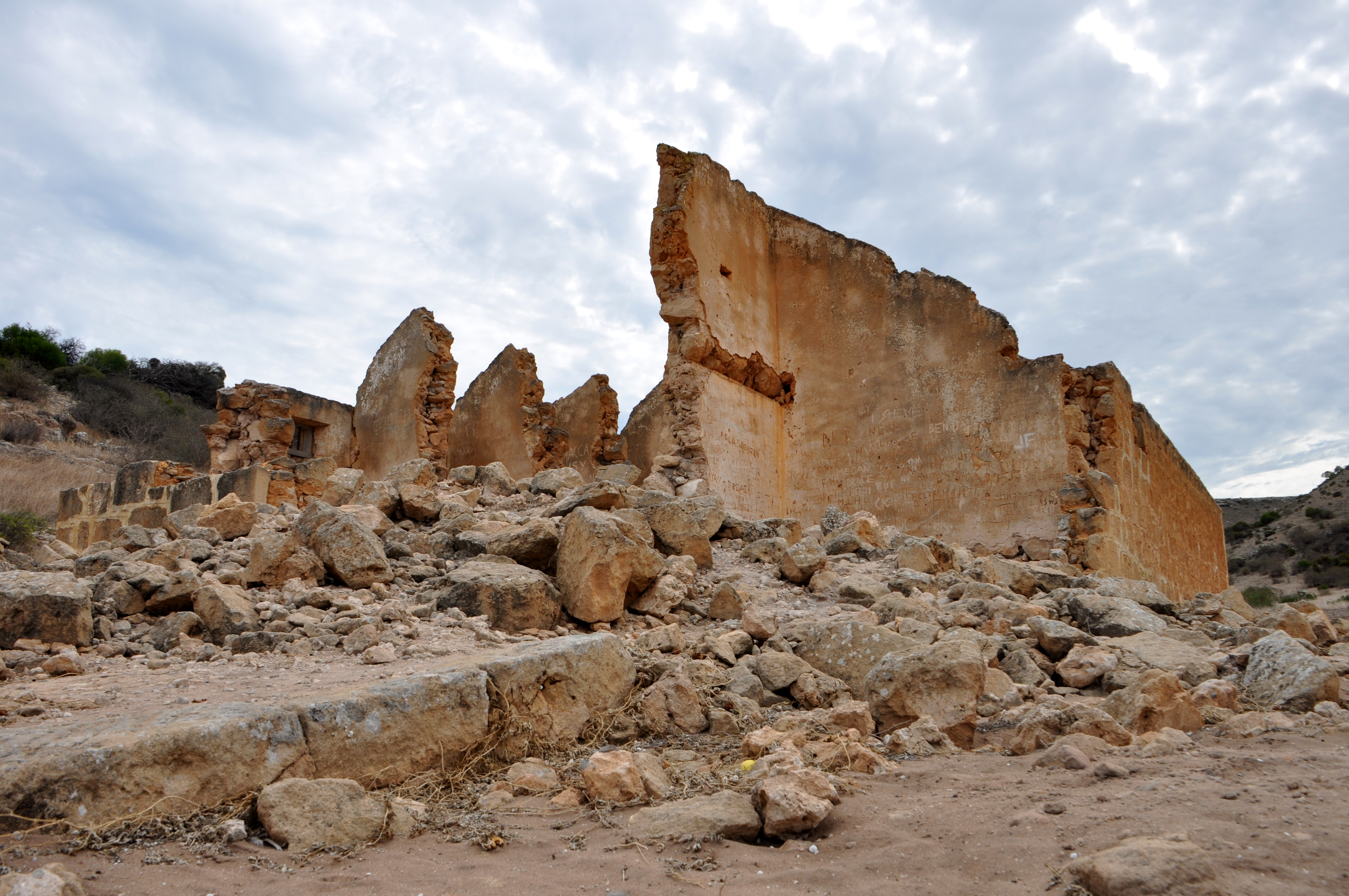
Ruïnes gevangenis nabij Port Gregory
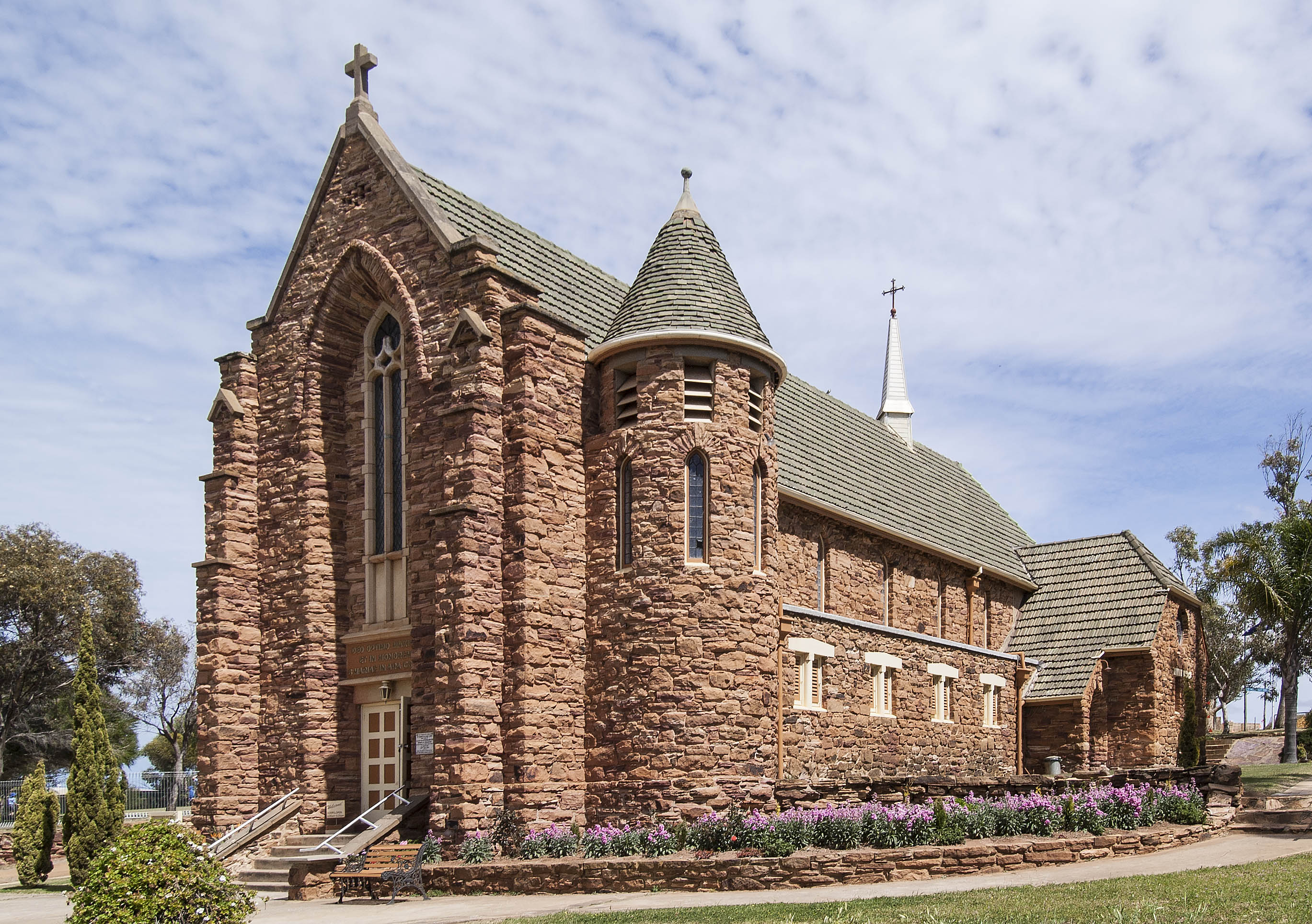
Church of St Mary in Ara Coeli
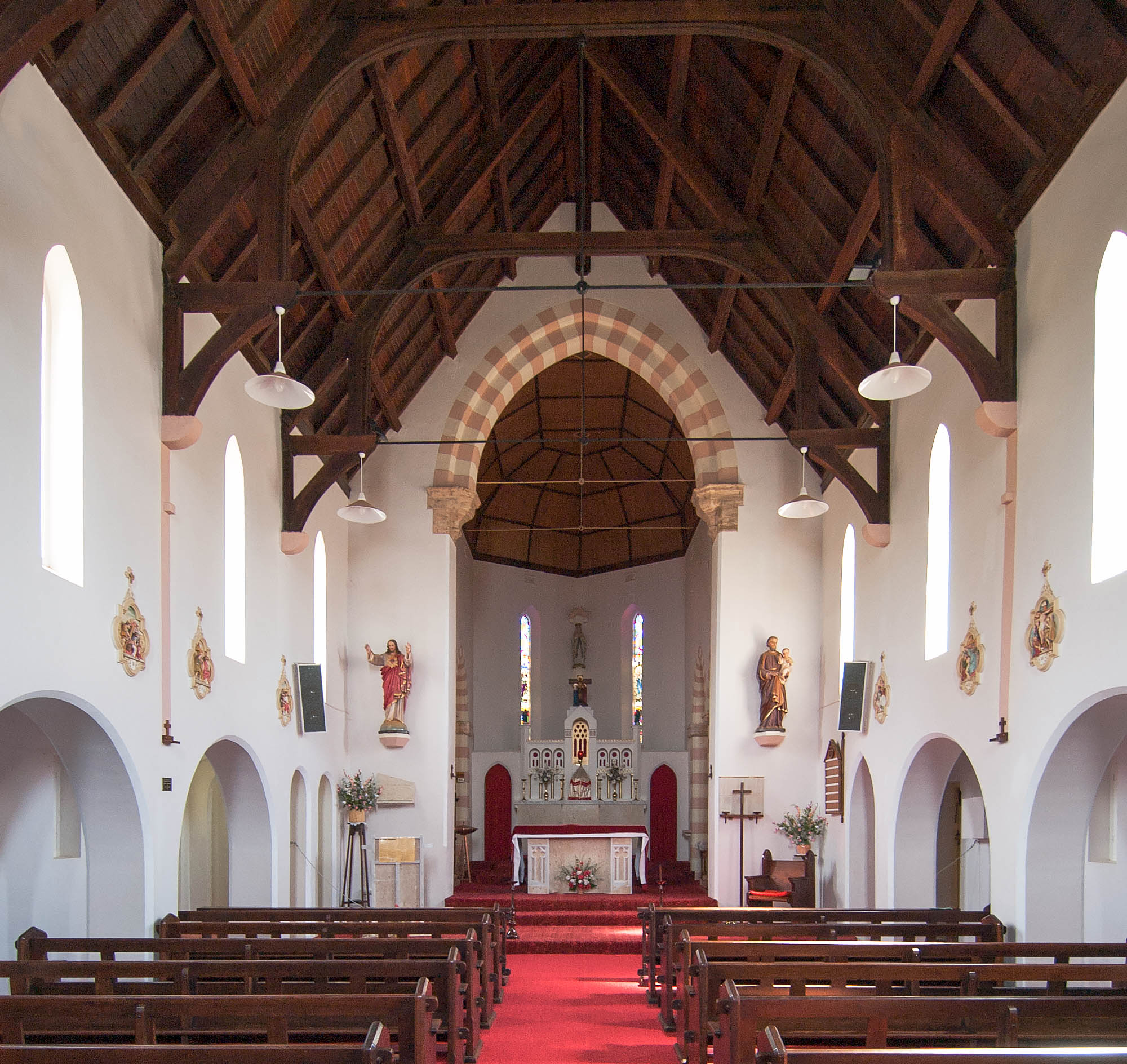
Binnenin St Mary in Ara Coeli